# ГАЗ-3351
ГАЗ-3351 «Лось» — гусеничний всюдихід підвищеної прохідності, який виробляється в Росії Групою ГАЗ на Заволзькому заводі гусеничних тягачів за ліцензією Hägglunds.

## Опис
Всюдихід є ліцензійною копією шведського Bandvagn 206/208.

Транспорт виробляється для підрозділів нафтогазової промисловості, МНС, геологічних та геофізичних компаній Росії.

Задній відділ може бути використано як пасажирський салон на 11 осіб, вантажна платформа, пожежний чи медичний модуль, технічний чи зварювальний пункт, лісопатрульний комплекс та ін..

Збройні сили Росії використовують всюдиходи ГАЗ-3351 для оснащення арктичних бригад російської армії.

## Галерея

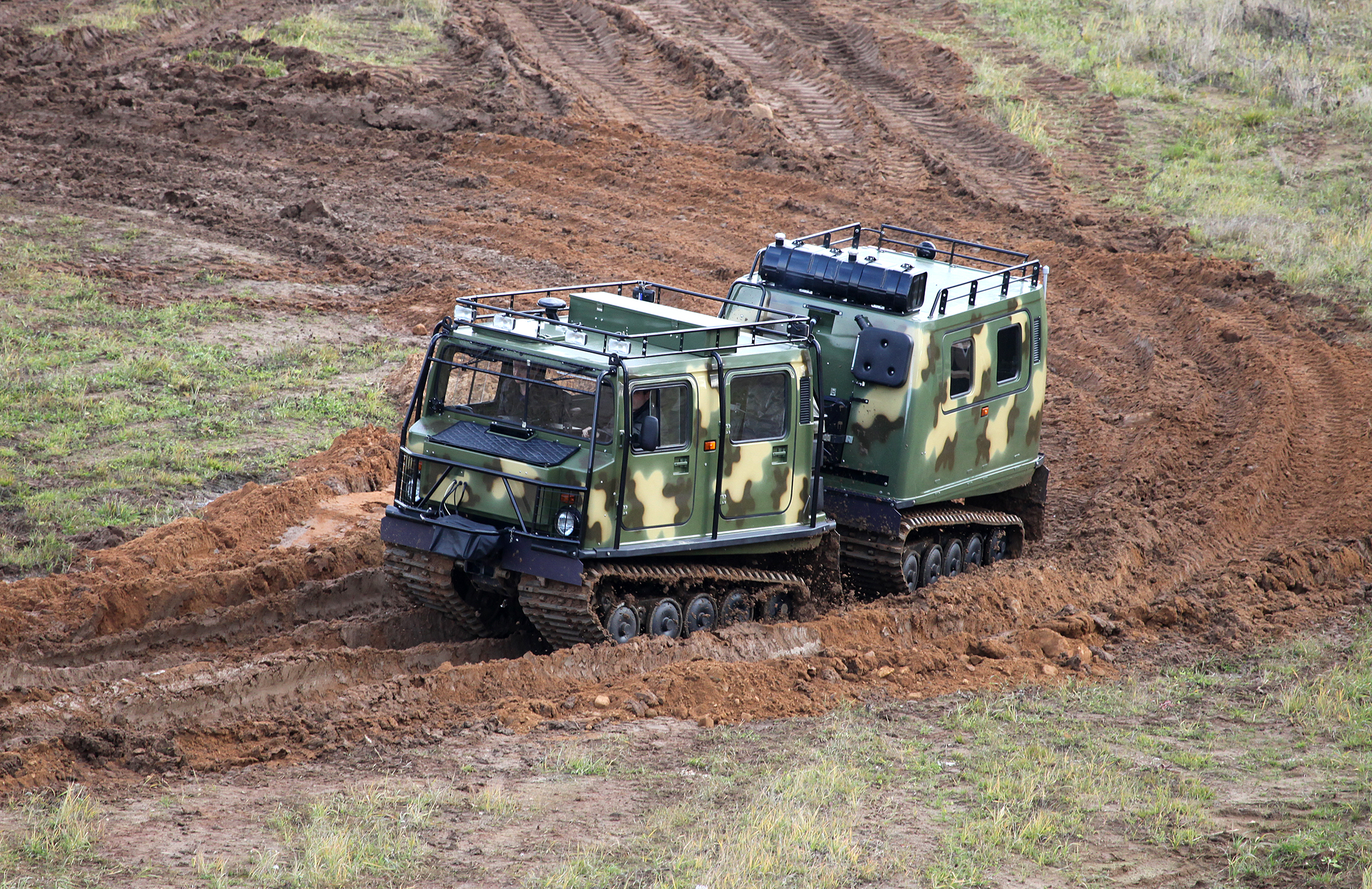
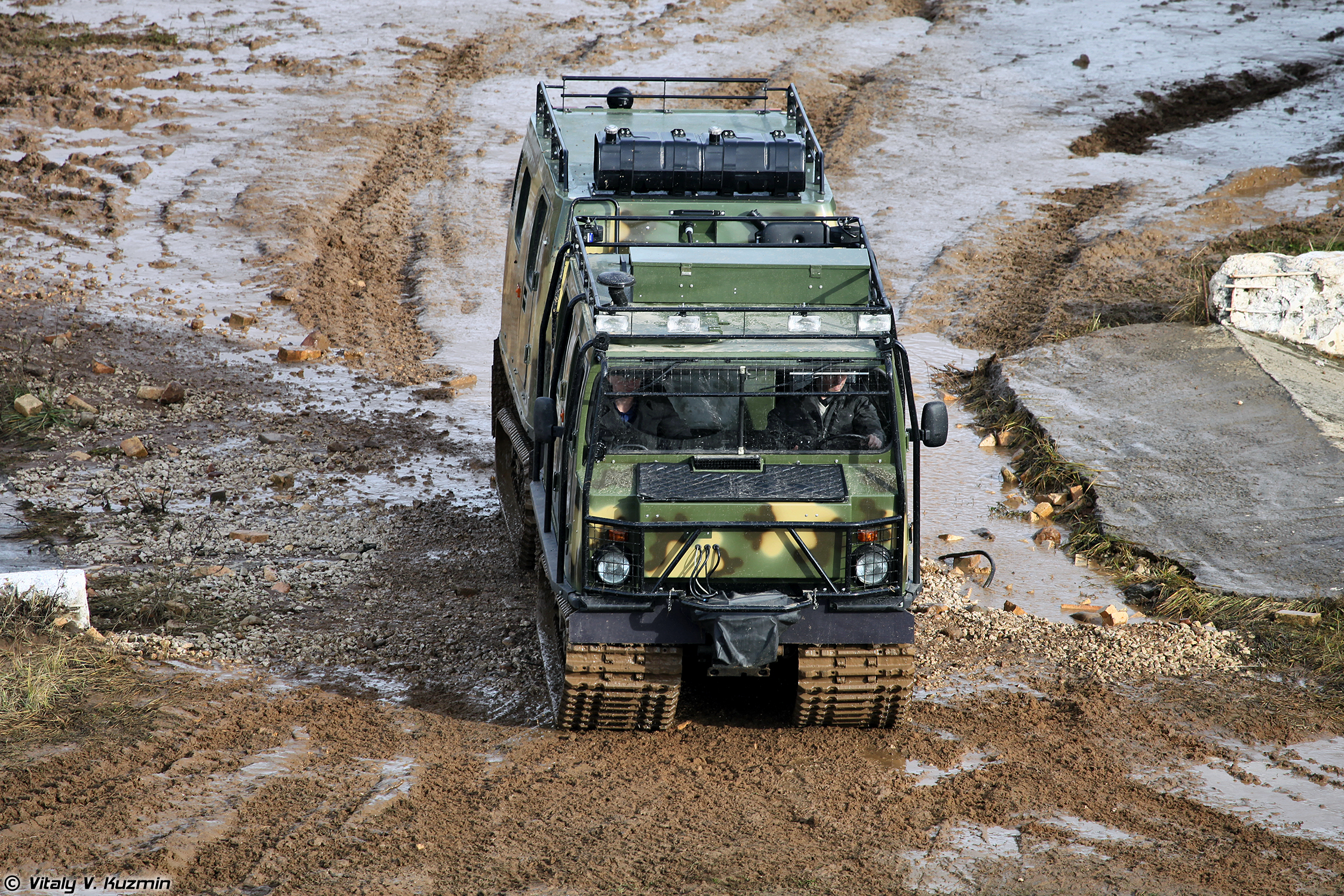
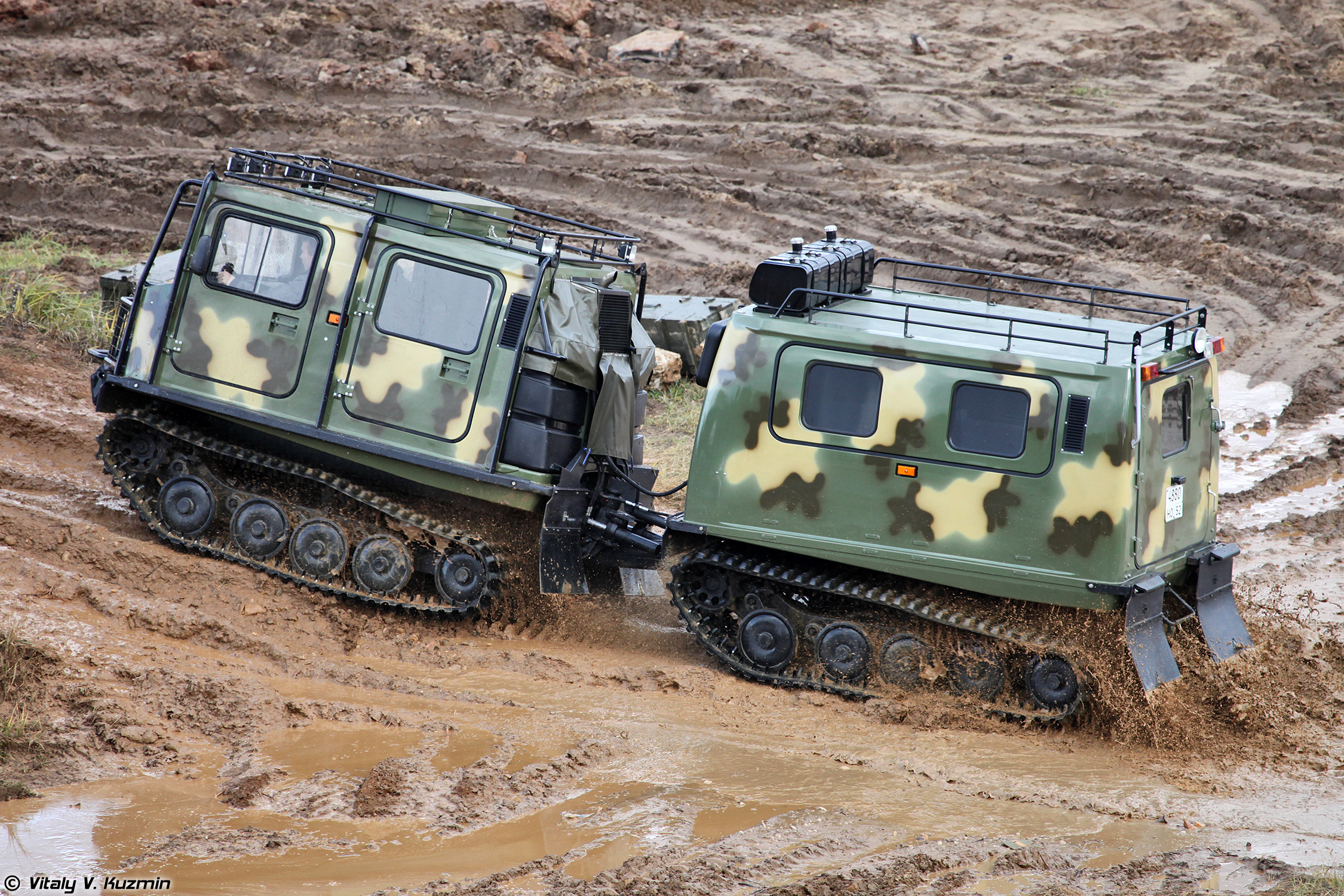